# Jacques Cossette-Trudel
Jacques Cossette-Trudel (né le 15 février 1947 à Shawinigan, Québec et mort le 14 mars 2023 à Montréal,) est un militant politique, conseiller en communication, scénariste et réalisateur québécois. 
Membre du Front de libération du Québec de 1969 à 1971, il participe à l'enlèvement et à la séquestration du diplomate britannique James Richard Cross, crimes pour lesquels il est condamné en 1980.

## Biographie
Fils d'Alphonse C. Trudel, ingénieur, haut fonctionnaire à Québec et à Ottawa et de Charlotte Lizotte, Jacques Cossette-Trudel a quitté sa ville natale à l'âge de 12 ans pour vivre à Ville Mont-Royal au début des années 1960. 
À la fois étudiant et enseignant de 1967 à 1969, il a milité dans la mouvance du NPD Québec d'abord au sein du Syndicat des étudiants du secondaire (SDE) puis dans le mouvement étudiant au Cégep de Maisonneuve. Devant le durcissement du système politique québécois et la radicalisation subséquente des luttes indépendantistes et populaires à la fin des années 1960, il a adhéré au Front de libération du Québec (FLQ) en automne 1969. 
En exil pendant quatre ans à Cuba et quatre ans en France à la suite de sa participation à l'enlèvement et à la séquestration du diplomate britannique James Richard Cross en octobre 1970, il a finalement rejeté les thèses du FLQ à la fin de 1971 en même temps que Pierre Vallières et Charles Gagnon. 
De 1972 à 1974, il a milité dans la mouvance du groupe marxiste-léniniste québécois En Lutte fondé par Charles Gagnon. En parallèle, il a collaboré à l'agence de presse officielle cubaine Prensa Latina et à l'Agence de Presse Libre du Québec (APLQ). En 1974, ils tentèrent de s'établir en France en tant que demandeurs d'asile. Bien que l'asile politique leur fut refusé, ils furent autorisés à s'y établir,. Il a ensuite travaillé comme réceptionniste et assistant-gérant dans un hôtel parisien avant de devenir outilleur-fraiseur dans une PME. Pendant cette période, il a adhéré au Parti communiste marxiste-léniniste de France, s'est impliqué activement dans la mise sur pied de la Fédération de la métallurgie CFDT de Seine-Saint-Denis et a collaboré à la rédaction du Quotidien du Peuple.
Mis sous arrêt à son retour au Québec en décembre 1978, il a été défendu devant la Cour supérieure du Québec par l'avocat Serge Ménard. Il a plaidé coupable « avec circonstances historiques atténuantes » aux accusations de complot, d'enlèvement et de séquestration et été condamné à deux ans moins un jour de prison et trois ans de privation de liberté civique et politique.
Libéré sous conditions au printemps de 1980, il a travaillé jusqu'en 2009 dans l'univers des communications du réseau de la Santé et des Services sociaux du Québec (directions générales du CSSMM, du CLSC Villeray, du CSSS Cœur de l'Île et de l'Agence de la santé et des services sociaux du Montréal métropolitain). 
En parallèle, il a collaboré à la série télévisée Épopée en Amérique signée par Gilles Carle. Il a également écrit et réalisé « Une Révolution tranquille, une histoire populaire du Québec » (1960-1980), une série documentaire de quatre heures (en quelque sorte la suite de la série Épopée, qui était de même style et dont la chronologie arrêtait en 1959-1960). Celle-ci fut diffusée par Télé-Québec, le réseau TVA et TV5 en se méritant une nomination aux Gémeaux de 2001 pour la meilleure réalisation documentaire.
Depuis quelques années, il écrit un long-métrage de fiction inspiré de sa participation à la crise d'Octobre et de ses huit ans d'exil à Cuba et en France. Subventionné en développement par Téléfilm Canada et la SODEC et conseillé, entre autres, par la scénariste Martine d'Anjou, le développement de ce projet est encadré par la productrice Chantale Bujold.

### Famille et vie privée
Jacques Cossette-Trudel est le père d'Alexis Cossette-Trudel et de Marie-Ange Cossette-Trudel. Il vivait en alternance à Montréal et à Lacolle. Son fils Alexis est un complotiste et militant politique aux idées d'extrême droite, animateur de la chaîne YouTube « Radio-Québec »,,,.

### DVD
- Sur DVD, la série Une Révolution tranquille